# 梅肖韦古墓
梅肖韦古墓（英語：Maeshowe），史前墓葬，内有墓室，位于苏格兰奥克尼群岛梅恩兰岛上的斯特罗姆内斯东北。呈圆锥形，圆周91米，周围挖有一条濠沟。1999年，该遗址作为英国新石器时代文化古迹的代表而被列入《世界遗产名录》。墓内石刻显示，该墓于10世纪前后被维京人盗取。